# Vallée de la Moselle du fond de Monvaux au vallon de la Deuille, ancienne poudrière de Bois sous Roche
Vallée de la Moselle du fond de Monvaux au vallon de la Deuille, ancienne poudrière de Bois sous Roche este o arie protejată (sit de importanță comunitară — SCI) din Franța întinsă pe o suprafață de 520 ha, integral pe uscat.

## Localizare
Centrul sitului Vallée de la Moselle du fond de Monvaux au vallon de la Deuille, ancienne poudrière de Bois sous Roche este situat la coordonatele 48°38′57″N 5°58′48″E / 48.64917°N 5.98°E.

## Înființare
Situl Vallée de la Moselle du fond de Monvaux au vallon de la Deuille, ancienne poudrière de Bois sous Roche a fost declarat arie specială de conservare în baza directivei 92/43 din 1992 referitoare la conservarea habitatelor naturale și a faunei și florei sălbatice pentru a proteja 1 specie de plante și 10 specii de animale.

## Biodiversitate
Situată în ecoregiunea continentală, aria protejată conține 11 habitate naturale: Păduri pe pante, grohotișuri și ravene de Tilio-Acerion, Pante stâncoase calcaroase cu vegetație casmofită, Lacuri eutrofice naturale cu vegetație de tip Magnopotamion sau Hydrocharition, Păduri de fag din Europa Centrală dezvoltate pe sol calcaros cu Cephalanthero-Fagion, Păduri de stejar sau de stejar și carpen sub-atlantice și medio-europene de Carpinion betuli, Peșteri inaccesibile publicului, Păduri de fag Asperulo-Fagetum, Cursuri de apă de la nivel de câmpie la nivel montan, cu vegetație Ranunculion fluitantis și Callitricho-Batrachion, Pajiști uscate seminaturale și facies de acoperire cu tufișuri pe substraturi calcaroase (Festuco-Brometalia) (* situri importante pentru orhidee), Păduri aluvionare cu Alnus glutinosa și Fraxinus excelsior (Alno-Padion, Alnion incanae, Salicion albae), Fânețe de joasă altitudine (Alopecurus pratensis, Sanguisorba officinalis).
La baza desemnării sitului se află mai multe specii protejate:
- plante (1): papucul doamnei (Cypripedium calceolus)
- amfibieni (1): izvoraș-cu-burta-galbenă (Bombina variegata)
- mamifere (7): liliac cârn (Barbastella barbastellus), castor (Castor fiber), liliac cu urechi mari (Myotis bechsteinii), liliac cărămiziu (Myotis emarginatus), liliac comun (Myotis myotis), liliacul mare cu potcoavă (Rhinolophus ferrumequinum), liliacul mic cu potcoavă (Rhinolophus hipposideros)
- nevertebrate (2): Euplagia quadripunctaria, Oxygastra curtisii

Pe lângă speciile protejate, pe teritoriul sitului au mai fost identificate 15 specii de plante, 1 specie de păsări, 11 specii de mamifere, 2 specii de nevertebrate, 5 specii de reptile.